# Église Saint-Étienne de Jargeau
Pour les articles homonymes, voir Église Saint-Étienne et Saint-Étienne (homonymie).
L’église paroissiale Saint-Étienne de Jargeau est une ancienne collégiale se situant à Jargeau dans le département du Loiret et la région Centre-Val de Loire.
L'édifice porta successivement les vocables de Sainte Croix, saint Vrain et Saint-Étienne. L'église est inscrite monument historique depuis le 3 juin 1932.

## Géographie

Plan de l'église

L'église se situe dans le centre de la commune de Jargeau, sur les places du grand-cloître au sud et du petit-cloître au nord, sur la rive sud de la Loire, à 19 km à l'Est d'Orléans.
L'édifice est inclus dans le périmètre de la région naturelle du Val de Loire inscrit au patrimoine mondial de l'Organisation des Nations unies pour l'éducation, la science et la culture (UNESCO) et dans l'aire urbaine d'Orléans.
La paroisse de Jargeau appartient à la province ecclésiastique de Tours et au diocèse d'Orléans dans la zone pastorale Val-de-Loire-Sologne et le doyenné Val-Forêt. C'est l'une des cinq paroisses du groupement paroissial de Jargeau qui compte également les paroisses de Saint-Denis-de-l'Hôtel (Saint-Denis), Darvoy (Saint-André), Férolles (Saint-Pierre) et Ouvrouer-les-Champs (Saint-Pierre).

## Histoire

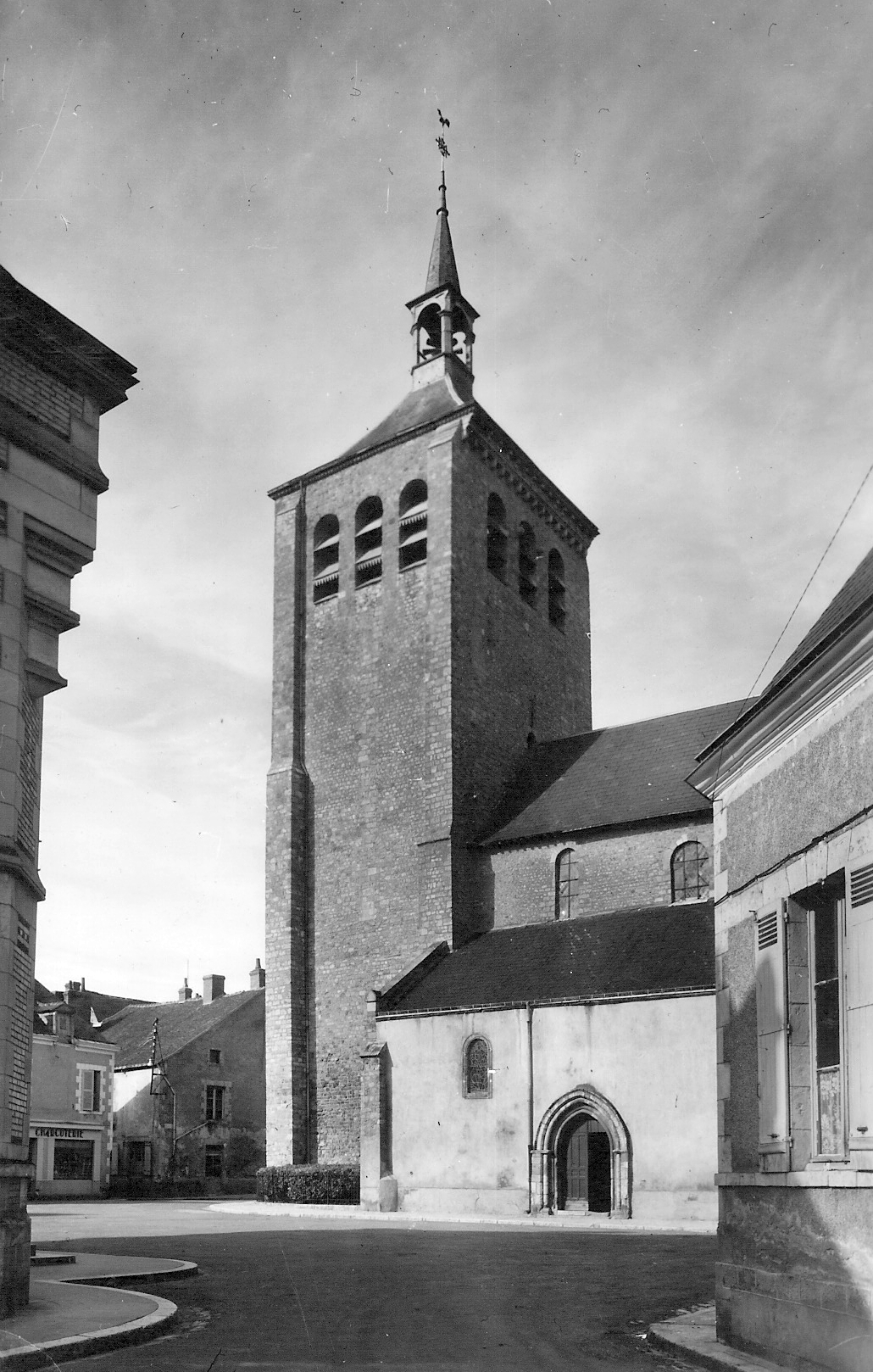
L'église Saint-Étienne et la place du Grand-Cloître

### Antiquité
La première église a probablement été fondée au IVe siècle par Sainte Hélène sous le vocable de la très Sainte Croix de Gergogilium ou Sanctissimæ Crucis Gergogiliensis. L'église pourrait avoir été sacrée par Martin de Tours.

### Moyen Âge
En 768, un rescrit du roi Carloman semble octroyer des terres aux catholiques de Gergogilium qui paraissent alors complètement ignorés par la communauté religieuse d'Orléans et ne dépendent pas du diocèse d'Orléans.
Au milieu du IXe siècle, la totalité de l'édifice est détruit par les Vikings à l'exception de la nef.
La population songe à reconstruire une église dès le Xe siècle. Dans cette optique, la communauté demande aux autorités de Cavaillon de lui octroyer quelques reliques de Saint-Vrain afin de les placer dans le futur édifice. Les ossements rapportés sont placés provisoirement près d'une fontaine à l'Est de Jargeau,.
Manassès de Garlande est nommé évêque d'Orléans en 1146 et entreprend d'intégrer la communauté religieuse de Jargeau à celle d'Orléans. C'est dans ce cadre qu'il l'aide à reconstruire une église en s'appuyant sur la nef. Les portails (tour, nord et sud) sont reconstruits ainsi qu'un chœur en coupole porté par des piliers de style gothique. Ces importants travaux s'achèvent en 1154. L'église devient alors collégiale, le chapitre de Saint-Vrain est fondé et la paroisse prend le titre de Saint-Étienne. Des chapelles dédiées à Saint Marcou, Saint Vincent, Saint Martin et Sainte Geneviève sont annexées à la paroisses.
En qualité de seigneur temporel du village, Manassès de Garlande le sépare en deux parties, l'une au sud de la collégiale réservée aux chanoines et l'autre au nord qu'il s'octroie. Il instaure la foire aux chats pour célébrer chaque année l'arrivée des reliques de Saint Vrain à Jargeau. Le chapitre se voit confier la responsabilité spirituelle (ou cure) des paroisses Saint-André de Darvoy, Saint-Denis de Saint-Denis-de-l'Hôtel, Saint-Martial de Châteauneuf-sur-Loire, Saint-Martin de Sigloy, Saint-Cyr de Saint-Cyr-en-Val, Saint-Pierre de Villemurlin, Saint-André de Férolles et pour partie celle de Marcilly-en-Villette.
En 1201, Philippe-Auguste confirme dans un acte le droit donné au chapitre de Saint-Vrain de se fournir en bois dans la forêt d'Orléans. Ce droit est renouvelé sous Jean II en 1353 et sous Charles VI en 1388.
En 1285, l'évêque Gilles Pastai applique la liturgie d'Orléans au chapitre de Saint-Vrain.
| Blason du chapitre de l'église collégiale Saint-Vrain de Jargeau | Les armes du chapitre de l'église collégiale Saint-Vrain de Jargeau se blasonnent ainsi : D'argent, à la fasce de gueules chargée d'un fermail d'or. |

### Époque moderne
L'édifice fut partiellement détruit en 1562 pendant les guerres de religion et reconstruit peu après. Cette église vit le mariage de la fille de Louis XI.
La nef du XIe siècle a été voûtée en 1578, en même temps que l'on reconstruisait le chœur ruiné par les protestants (des restes du chœur du XIVe siècle, qui était lui-même une reconstruction, sont encore présents). L'on peut supposer, par les fragments encore visibles, qu'il devait s'agir d'un chœur à déambulatoire tournant et à chapelles rayonnantes. Le premier chœur datait peut-être de la dédicace de 1154.
Alfonse Delbène (d'Elbène) 1647-1665 ; Pierre de Gagnières ; Les registres de délibération du chapitre sont tenus jusqu'en 1789
Au XIVe siècle a été également reconstruit le transept et remanié le porche de la tour-porche, classé monument historique le 3 juin 1932.
L'actuel presbytère a été construit à l'emplacement de l'ancienne chapelle de l'hospice de l'hôtel-Dieu, en 1818.

### Époque contemporaine
L'église a été associée aux anciens pèlerinages de Saint-Vrain et Saint Marcoult.
La municipalité de Jargeau en partenariat avec la Fondation du Patrimoine lance une souscription publique le 29 novembre 2008 afin d'entreprendre des travaux de rénovation sur l'édifice.
D'importants travaux de restauration sont entrepris en novembre 2010 ; ils concernent notamment les installations permettant le traitement des eaux pluviales, les charpentes ainsi que les toitures du chœur, de la nef et de la tour porche. La première tranche de travaux réalisée nécessite l'investissement de 222 685,81 € provenant de différentes sources : Conseil général du Loiret, 80 324,60 € ; ville de Jargeau, 55 341,33 € ; direction régionale des Affaires culturelles de la région Centre, 40 182,30 € ; Fondation du patrimoine : 36 817 € ; la souscription privée, 10 040,58 €.

## Objets et mobilier

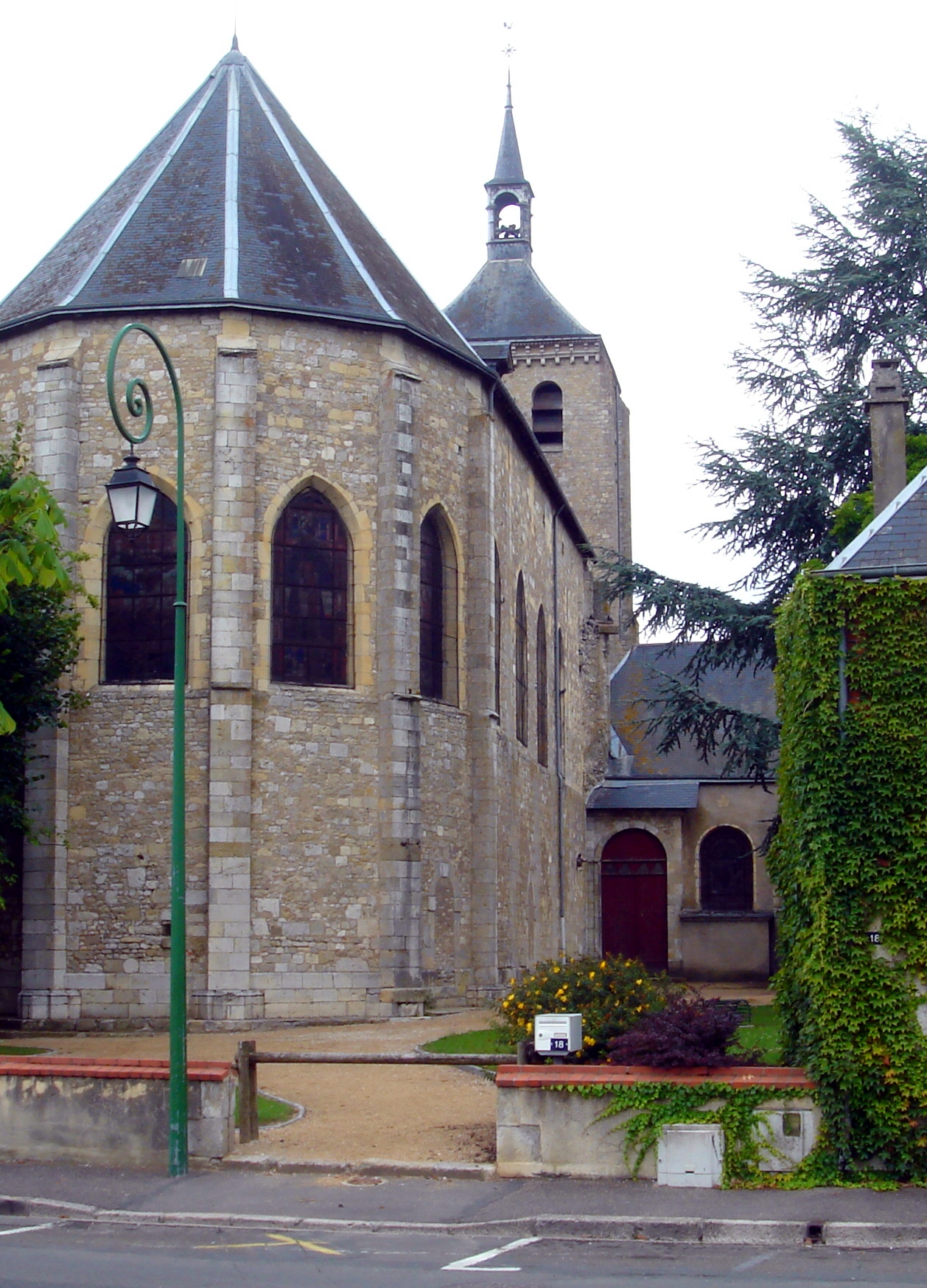
L'église Saint-Étienne et le square Oscar Roty

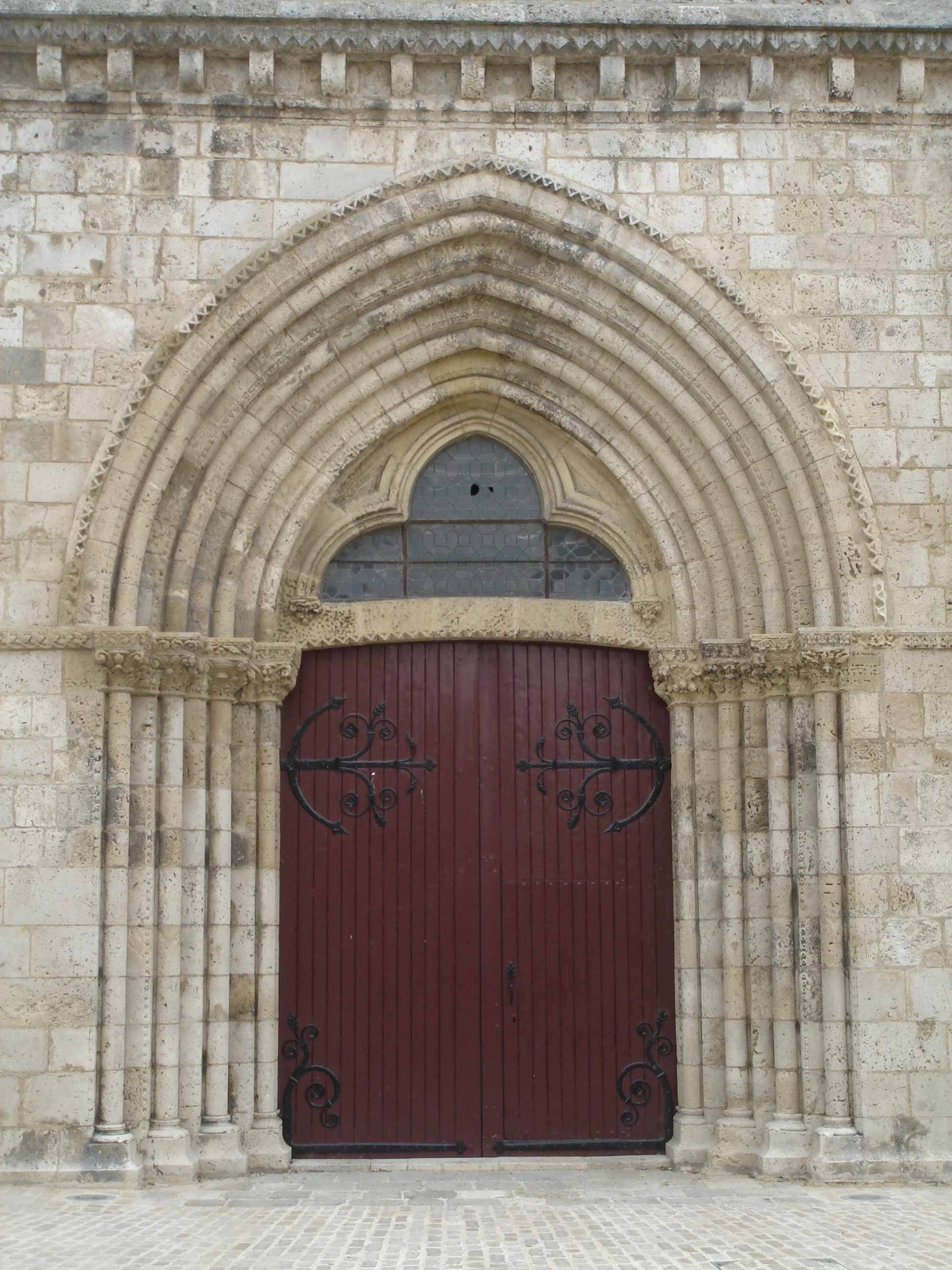
Le portail de la tour-porche

Le chœur actuel accueille un ensemble de 64 stalles en chêne datant du XIVe ou du XVe siècle, provenant probablement de l'abbaye Notre-Dame de la Cour-Dieu et classées monument historique le 27 octobre 1999.
La chaire à prêcher hexagonale suspendue en fer forgé, style rocaille, est signée du ferronnier Perdoux et date de 1755. Elle porte l'inscription suivante : « Fait par les soins de Messire I.F. Dubourg, chanoine curé, I. Juteau, P. Tondu Gaziers, P. Perdoux m'a fait ». Elle est dotée d'un escalier tournant avec portillon. Les marches, le dorsal et l’abat-voix sont en bois. La chaire est classée monument historique depuis le 16 mai 1911, elle a été restaurée entre 1951 et 1972.
Plusieurs œuvres glorifient Jeanne d'Arc. Une fresque d'Octave Denis Victor Guillonnet datée de 1952, ainsi qu'une céramique de Jeanne Champillou datée de 1962, la représentent dans l'une des chapelles. Une estampe, datée de 1917, réalisée d'après la statue d'Alfred-Désiré Lanson, trônant sur la place du Martroi à Jargeau, est signée Bénard Agricol. Elle porte la mention : « A. Bénard d'après la statue de notre regretté compatriote Alfred Lanson ».

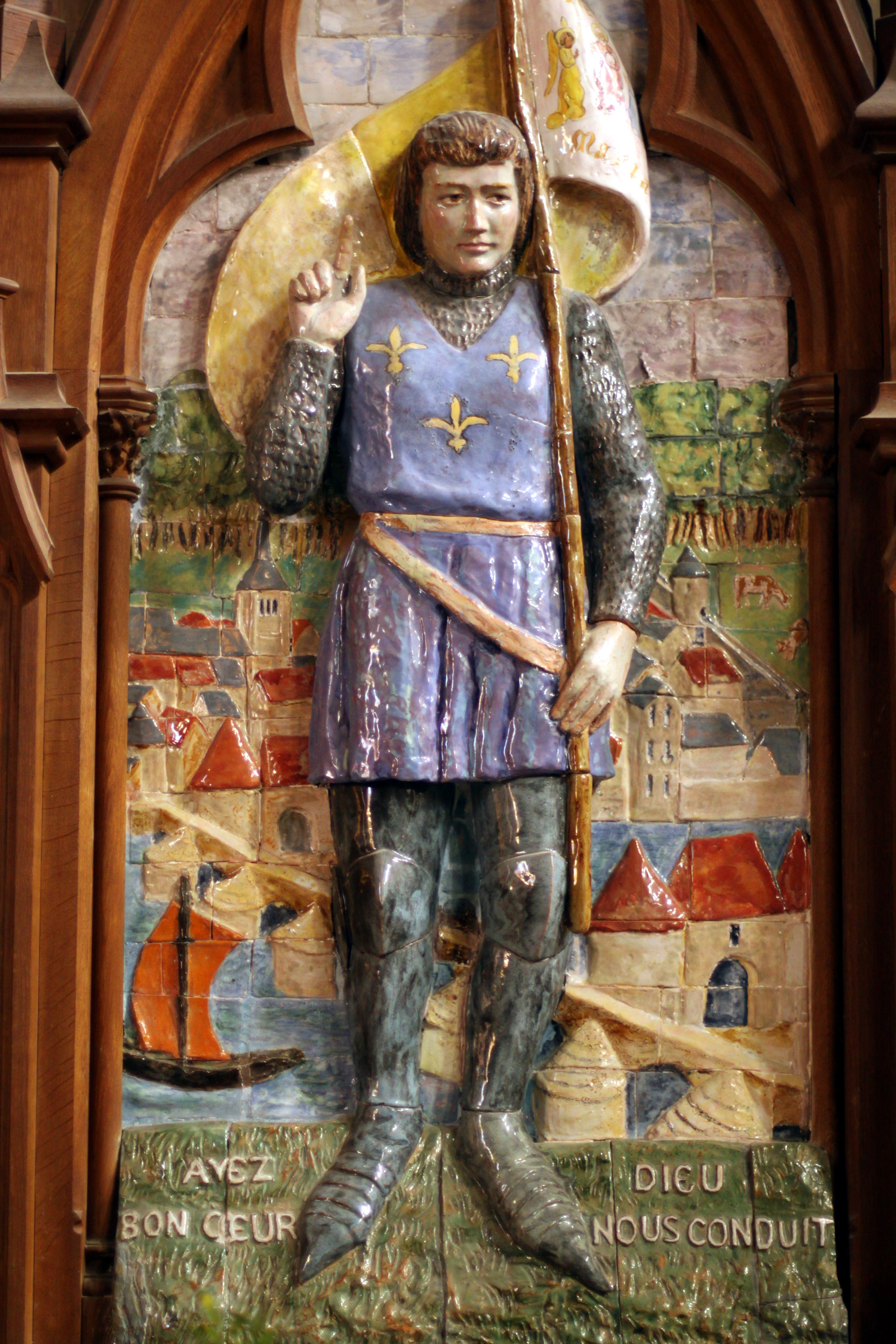
La céramique représentant sainte Jeanne d'Arc.

Guillonnet a également peint le chemin de croix durant la première moitié du XXe siècle.
De Basprée a peint la Sainte famille dans un tableau du XIXe siècle.
Une plaque commémorative de Jacques Dumonde datant de 1643 porte l'inscription : « épitaphe de Jacques Dunmonde, Bourgeois De Jargeau, Décédé le 20 novembre 1643 ».
Quatre statuettes de la fin XVIIIe, début XIXe siècle, d'auteurs inconnus, représentent des anges et des angelots.

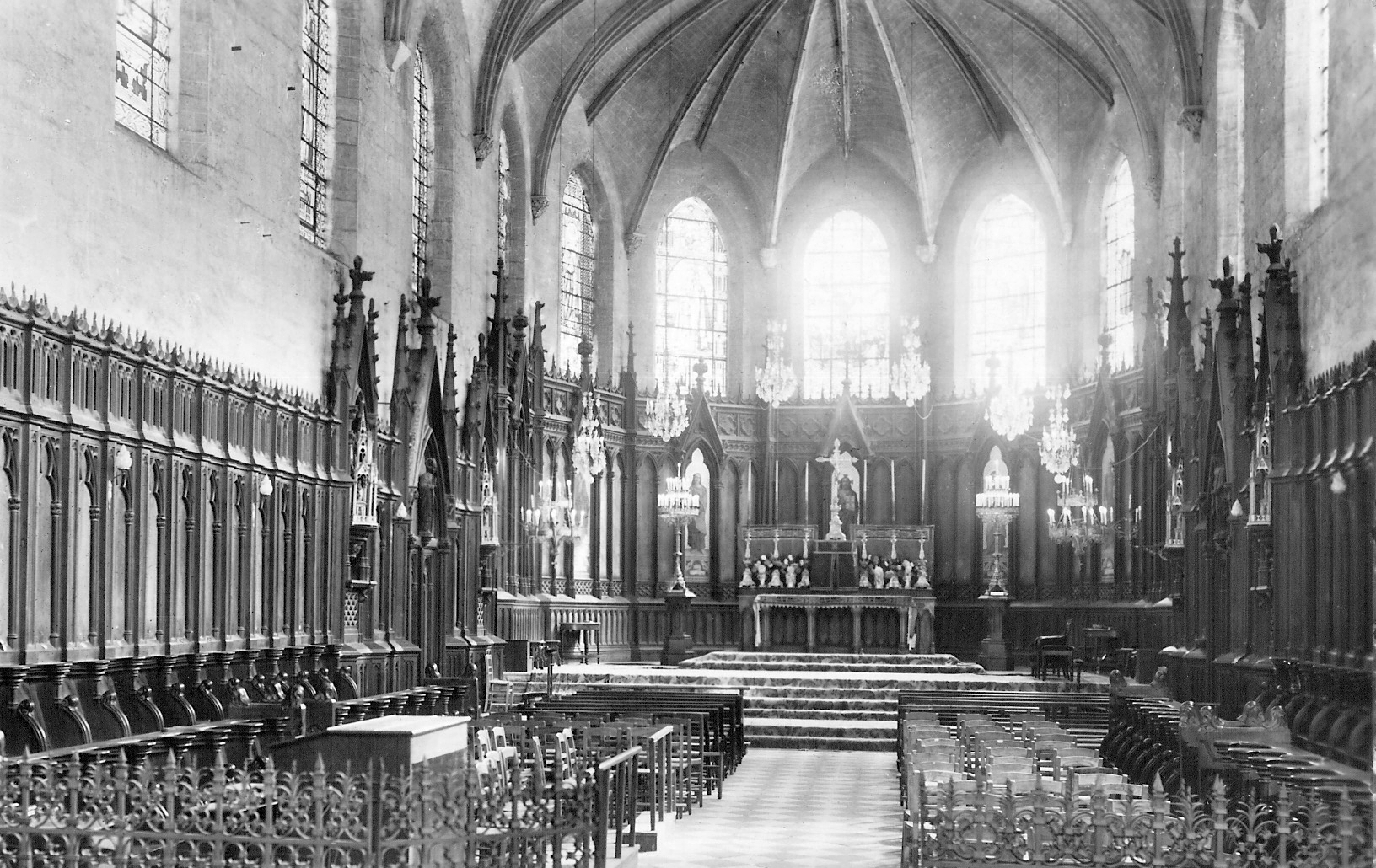
Le chœur

Plusieurs peintures à l'huile d'auteurs inconnus représentent Saint Étienne emmené au martyre, datées du XIXe siècle ; La Mise au tombeau du Christ de date inconnue, protégée le 4 mars 1976 ; La Vierge à l'Enfant, copie du XIXe siècle d'un tableau de Mignard, d'après la gravure de François de Poilly ; La Sainte Famille devant un personnage agenouillé daté du XIXe siècle ; L'Immaculée conception daté du XIXe siècle ; Le Christ aux stigmates daté du XIXe siècle.
La cloche en bronze de la tour-porche porte l’inscription suivante : « L'an 1733 j'ay été bénite par Maistre Henri de Loynes, curé de Jargeau et nommée Estienne Marguerite, par Monsieur Antoine Fleury restaurateur privilégié de Monseigneur le Duc d'Orléans et par Damoiselle Marguerite Pisseau femme du Sieur Bouillier. Les Sieurs Ezechias, Baupaillard et Vrain. Poignard Gagers. Fondue par Nicolas Cavelas ». La cloche a été classée monument historique au titre d'objet le 19 mars 1943.
Une clochette en bronze d'auteur inconnu datant de 1675 porte l'inscription suivante : « Pour servir à l'église de Jargeau ». Elle est protégée au titre d'objet par les monuments historiques le 9 février 1976.

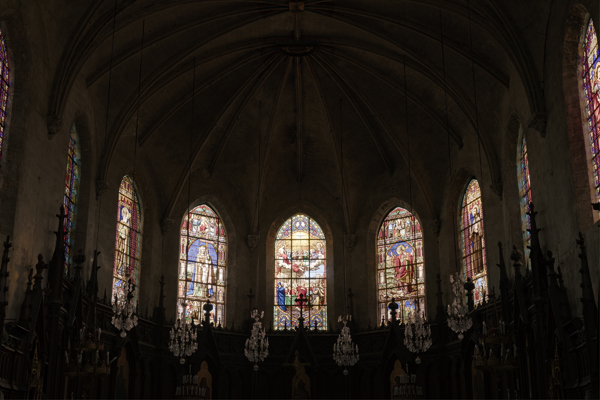
Les vitraux

Les vitraux datent de la fin du XIXe siècle et ont été réalisés à Tours et à Chartres par Dano, auteur du modèle, Lobin et Charles Lorin, peintres verriers ; plusieurs scènes y sont représentées : le Jugement dernier, Saint Étienne ; sainte Hélène, la Croix ; un combat : Saint Véran et le dragon (voir saints sauroctones) ; des figures du Nouveau Testament : saint Joseph et l'Enfant Jésus ; l'Assomption de la Bienheureuse Vierge Marie, saint Louis, la guérison.

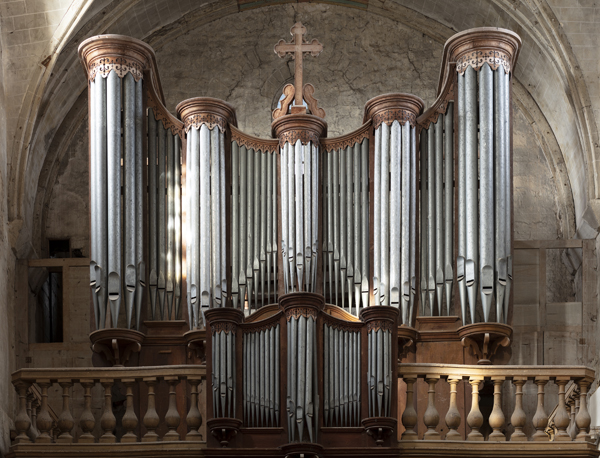
L'orgue

Les fonts baptismaux, d'auteur inconnu, datent du début du XVIIe siècle. Ils forment un massif rectangulaire portant deux cuves, l'une hexagonale et l'autre carrée, surmontée de couvercles en cuivre. Les armoiries de Jargeau sont gravées en relief sur l'un des socles. Ils furent classés monuments historiques au titre d'objet le 25 octobre 1932.
Les orgues sont constitués d'un buffet à cinq tourelles du XIXe siècle restauré en 1930 par Henri Firmin. Ils ne sont plus fonctionnels aujourd'hui.

## Pour approfondir